# Anneli Klemetti
Asta Anneli Klemetti (* 18. Februar 1934 in Helsinki als Anneli Haaranen; † 12. Dezember 2020 in Espoo) war eine finnische Schwimmerin.

## Biografie
Anneli Klemetti nahm bei den Olympischen Sommerspielen 1952 in Helsinki an den Schwimmwettkämpfen teil. Im Wettkampf über 100 m Rücken schied sie als Sechste ihres Vorlaufes aus. Mit der finnischen Staffel über 4 × 100 m Freistil verpasste sie ebenfalls die Finalteilnahme.
1950 bis 1954 wurde Klemetti Finnische Meisterin über 100 m Rücken und 1955 über 400 m Freistil.